# Johannes Deknatel
Johannes Deknatel (* 1. November 1698 in Norden; † 22. Januar 1759 in Amsterdam) war ein mennonitischer Theologe des 18. Jahrhunderts.

## Leben und Werk

Johannes Deknatel (Kupferstich von Cornelis van Noorde)

Johannes Deknatel wurde 1698 als Sohn des Norder Kaufmannes Abraham Tönnis Deknatel und seiner Frau Heilke Swart geboren. Er besuchte zunächst die höhere Schule seiner Heimatstadt und studierte anschließend von 1717 bis 1720 am Theologischen Seminar der Remonstranten in Amsterdam, wo in jener Zeit auch mennonitische Pastoren ausgebildet wurden. Nachdem sein Vater im Dezember 1717 nach einer schweren Sturmflut einen großen Teil seines Besitzes verloren hatte, unterstützte die Amsterdamer Mennonitengemeinde Deknatels weiteres Studium, so dass er das Studium fortsetzen und anschließend als Hilfspastor in der Amsterdamer Mennonitengemeinde angestellt werden konnte. Im Jahr 1726 wurde er schließlich vollwertiger Pastor der Amsterdamer Gemeinde. 1729 heiratete er Jacoba van der Heyden. Nachdem sie bereits 1731 starb, verheiratete sich Deknatel am 26. April 1735 ein zweites Mal mit Elisabeth van Almonde. Im gleichen Jahr war Deknatel an der Gründung des noch heute bestehenden mennonitischen theologischen Seminars in Amsterdam beteiligt, berief den ersten Hochschullehrer und fungierte selber als Sekretär des Seminars.
Johannes Deknatel war in jenen Jahren bereits vom Pietismus beeinflusst. Im Jahr 1736 kam er schließlich in Kontakt mit Nikolaus Ludwig von Zinzendorf, welcher sich von Februar bis Mai 1736 in Amsterdam aufhielt. Beide schlossen Freundschaft und Deknatel begann sich den Herrnhutern zuzuwenden, ohne jedoch die mennonitische Gemeinde zu verlassen. Er übersetzte Lieder aus dem Herrnhuter Gesangbuch ins Niederländische und gab sie selbst im Druck heraus. Zwischen 1738 und 1749 wurde diese Liedersammlung fünfmal nachgedruckt. Auch sein im Jahre 1746 herausgegebener und 1756 ins Deutsche übersetzter Katechismus wurde mehrere Male nachgedruckt und wurde noch bis ins 19. Jahrhundert in deutschen Mennonitengemeinden benutzt. Daneben gab er verschiedene Predigtsammlungen heraus. In seinem eigenen Haus leitete er kleinere Bibelkreise. 1737 feierte Deknatel mit Zinzendorf das Abendmahl in seiner Amsterdamer Wohnung und wurde 1745 von Zinzendorf persönlich als Zeuge Jesu bei den Mennoniten eingesegnet. Deknatels Pietismus war jedoch stark vom Spiritualismus gefärbt und auch innerhalb der mennonitischen Gemeinden nicht unumstritten. Um das Jahr 1755 kam es auch zu einer gewissen Entfremdung zwischen ihm und Nikolaus Ludwig von Zinzendorf. Trotz seines pietistischen Standpunktes und seiner Hinwendung zu den Herrnhutern, blieb Deknatel formell und auch theologisch seinem täuferisch-mennonitischen Erbe treu. So verteidigte er weiterhin die Gewaltlosigkeit und die Bekenntnistaufe und lehnte das Eidschwören und die Übernahme politischer Ämter ab.
Deknatel stand mit einer Reihe reformierter und lutherischer Theologen Europas in brieflichem Kontakt. Im Jahr 1738 war der Begründer des Methodismus John Wesley bei ihm zu Gast, wovon Wesley später in seinen Reisebeschreibungen berichtete.
In seinen späteren Lebensjahren beschäftigte sich Deknatel eingehender mit Menno Simons und gab mehrere Abhandlungen über ihn heraus. Darüber hinaus übersetzte er einzelne Schriften von Menno Simons ins Deutsche. Joannes Deknatel starb schließlich am 22. Januar 1759 in Amsterdam. Bilder von ihm befinden sich heute noch in den Mennonitenkirchen von Norden und Friedrichstadt.

## Schriften
- Auszug aus den merkwürdigsten Abhandlungen aus den Werken Menno Simons. 1765.
- mit Johann Heinrich Wilhelm Witschel: Acht Predigten über wichtige Materien, betreffend den Weg um selig zu werden durch den Glauben an Jesum, um im heiligen Leben zu wandeln. 1835.
- Anleitung zum christlichen Glauben mit den Worten Gottes, vornämlich eingerichtet für die Kinder und aufwachsende Jugend. 1839.